# プリンセス・プロテクション・プログラム
『プリンセス・プロテクション・プログラム』（Princess Protection Program）は、ディズニー・チャンネル オリジナル・ムービーである。アメリカ合衆国では2009年6月26日に放送された。監督はアリソン・リディー＝ブラウン。主演はデミ・ロヴァートとセレーナ・ゴメス。『プリンセス・プロテクション・プログラム』は850万人に視聴され、『キャンプ・ロック』と『ハイスクール・ミュージカル2』に続くディズニー・チャンネル オリジナル・ムービー史上3番目の視聴率の高さを記録した。また、2009年にはティーン・チョイス・アワードサマーTV部門を受賞した。

## ストーリー
プリンセス・ロザリンダは彼女の国コスタ・ルナの女王になろうとしたとき、いきなり邪悪な独裁者によるクーデターが起こる。絶体絶命のときに王室による秘密組織プリンセス・プロテクション・プログラム(略してPPP)に助けられる。かくしてルイジアナへの逃亡に成功するロザリンダだったが、ルイジアナでの生活は楽なものではなかった。

## キャスト
| 役名                                                            | 俳優                       | 日本語吹替 |
| --------------------------------------------------------------- | -------------------------- | ---------- |
| ロザリンダ・マリア・モントヤ・フィオーレ姫/ロージー・ゴンザレス | デミ・ロヴァート           | 世戸さおり |
| カーター・メイスン                                              | セレーナ・ゴメス           | 小林沙苗   |
| ジョー・メイスン                                                | トム・ベリカ               | 世古陽丸   |
| ソフィア・フィオーレ                                            | スリー・ディアズ           |            |
| マグヌス・ケーン司令官                                          | ジョニー・レイ・ロドリゲス |            |
| チェルシー・バーンズ                                            | ジェイミー・チャン         | 川庄美雪   |
| エド                                                            | ニコラス・ブラウン         | 岡野浩介   |
| ドニー                                                          | ロバート・アダムソン       |            |
| ブローク                                                        | サマンサ・ドローケ         |            |
| ブル                                                            | モリー・ハーガン           |            |
| ディレクター                                                    | アシュリー・レガット       |            |
| ヘレン                                                          | デール・ランブルシート     |            |
| エレガンテさん                                                  | リカルド・アルバレス       |            |
| バークル校長                                                    | ブライアン・テスター       |            |

- その他の声の吹き替え：佐藤しのぶ、楠見尚己、磯西真喜、清和祐子、梶裕貴、内田泰喜、谷井あすか、潮卓也、杉野博臣、小幡あけみ、清水みか

## 日本語版制作スタッフ
- 演出：佐々木由香
- 翻訳：矢田恵子
- 録音制作：（株）東北新社
- 日本語版制作：DISNEY CHARACTER VOICES INTERNATIONAL, INC.

## 放送日
| 国と地域       | 放送日        |
| -------------- | ------------- |
| フランス       | 2009年5月20日 |
| ドイツ         | 2009年5月29日 |
| イタリア       | 2009年6月8日  |
| スペイン       | 2009年6月13日 |
| イギリス       | 2009年6月19日 |
| ポルトガル     | 2009年6月20日 |
| ポーランド     | 2009年6月20日 |
| 中東           | 2009年6月20日 |
| アメリカ合衆国 | 2009年6月26日 |
| ラテンアメリカ | 2009年7月12日 |
| オランダ       | 2009年7月18日 |
| オーストラリア | 2009年7月25日 |
| ブラジル       | 2009年7月26日 |
| 日本           | 2009年8月15日 |

## ディスコグラフィ
| 曲名                                 | 年   | 最高順位 | 最高順位   | アーティスト名                      | アルバム名                           |
| 曲名                                 | 年   | US Hot   | US Digital | アーティスト名                      | アルバム名                           |
| ------------------------------------ | ---- | -------- | ---------- | ----------------------------------- | ------------------------------------ |
| ワン・アンド・ザ・セイム             | 2009 | 82       | 71         | セレーナ・ゴメス & デミ・ロヴァート | ディズニー・チャンネル・プレイリスト |
| ザ・ガール・キャント・ヘルプ・イット | 2009 | -        | -          | ミッチェル・ムッソ                  | ディズニー・チャンネル・プレイリスト |